# Enxara do Bispo, Gradil e Vila Franca do Rosário
Enxara do Bispo, Gradil e Vila Franca do Rosário (oficialmente: União das Freguesias de Enxara do Bispo, Gradil e Vila Franca do Rosário) é uma freguesia portuguesa do município de Mafra, com 31,65 km² de área e 3979 habitantes (censo de 2021). A sua densidade populacional é 125,7 hab./km².

## História
Foi criada aquando da reorganização administrativa de 2012/2013, resultando da agregação das antigas freguesias de Enxara do Bispo, Gradil e Vila Franca do Rosário.

## Demografia
A população registada nos censos foi:
| Distribuição da População por Grupos Etários | Distribuição da População por Grupos Etários | Distribuição da População por Grupos Etários | Distribuição da População por Grupos Etários | Distribuição da População por Grupos Etários | Distribuição da População por Grupos Etários |
| -------------------------------------------- | -------------------------------------------- | -------------------------------------------- | -------------------------------------------- | -------------------------------------------- | -------------------------------------------- |
| Antes da agregação                           |                                              |                                              |                                              |                                              |                                              |
| Ano                                          | 0-14 anos                                    | 15-24 anos                                   | 25-64 anos                                   | >= 65 anos                                   | Total                                        |
| 2001                                         | 567                                          | 444                                          | 1788                                         | 637                                          | 3436                                         |
| 2011                                         | 664                                          | 409                                          | 2035                                         | 729                                          | 3837                                         |
| Após a agregação                             |                                              |                                              |                                              |                                              |                                              |
| Ano                                          | 0-14 anos                                    | 15-24 anos                                   | 25-64 anos                                   | >= 65 anos                                   | Total                                        |
| 2021                                         | 592                                          | 457                                          | 2100                                         | 830                                          | 3979                                         |

## Património
- Igreja de São Silvestre (Gradil)
- Pelourinho de Enxara dos Cavaleiros
- Igreja de Nossa Senhora da Assunção (Enxara do Bispo)
- Igreja de Nossa Senhora do Rosário (Vila Franca do Rosário)
- Capela de Nossa Senhora do Socorro
- Rota Histórica das Linhas de Torres